# Joseph Goebbels
Paul Joseph Goebbels (pron. gö-bls, n. 29 octombrie 1897, Mönchengladbach, Regatul Prusiei, Imperiul German – d. 1 mai 1945, Führerbunker, Berlin, Germania) a fost un politician german și Ministrul Propagandei Publice în timpul regimului nazist din anul 1933 până în 1945. A fost unul dintre cei mai apropiați colaboratori a lui Adolf Hitler și printre cei mai devotați adepți a ideologiei naziste. Goebbels a fost cunoscut ca fiind zelos, un orator energic și un antisemit virulent.
Goebbels a devenit doctor în Filosofie la Universitatea Heidelberg în 1921, după care a lucrat ca jurnalist, funcționar la o bancă și angajat la bursă. A scris, de asemenea, nuvele și piese de teatru, care însă au fost refuzate de editori. A intrat în contact cu Partidul nazist, NSDAP, în 1923, în timpul ocupației franceze a Ruhr-ului, devenind membru în 1924. A fost numit Gauleiter (lider regional de partid) al Berlinului. În acestă funcție și-a folosit atributele propagandiste pentru a combate partidele locale socialiste și comuniste, beneficiind și de ajutorul „Sturmabteilung” (SA). Până în 1928 a fost continuu avansat în ierarhia partidului, devenind unul dintre cei mai proeminenți membri.
După ce naziștii au preluat puterea în 1933, Goebbels a fost numit Ministrul Propagandei. Unul dintre primele sale acte a fost să ordoneze arderea cărților evreiești sau cu autori antinaziști - în Berlin în piața Bebelplatz. După numirea sa, atacurile împotriva evreilor germani au devenit și mai feroce, culminând cu pogromul din așa-numita Noapte a pogromului din noiembrie (Noaptea de cristal, Kristallnach), Novemberpogromnacht, în 1938.
Un suporter avid al războiului, Goebbels a făcut tot ce i-a stat în putere să pregătească poporul german pentru un conflict militar de mare amploare. În timpul celui de-al Doilea Război Mondial și-a mărit puterea și influența prin intermediul alianțelor pe care le negocia cu alți lideri naziști, precum Benito Mussolini, supanumit Il Duce. Spre sfârșitul anului 1943 războiul se îndrepta înspre un dezastru pentru Puterile Axei. Acest lucru l-a făcut pe Goebbels să intensifice propaganda, îndemnându-i pe germani să accepte ideea războiului și a mobilizării totale. Goebbels a rămas cu Hitler în Berlin până la sfârșit, iar după sinuciderea führerului a devenit, dar numai pentru o singură zi, cancelarul celui de-al Treilea Reich. În ultimele ore ale vieții i-a permis soției sale, Magda, să îi omoare pe cei șase copii, după care, la scurt timp, cei doi s-au sinucis.

## Tinerețe
Goebbels s-a născut în Rheydt, un oraș industrial la sud de Mönchengladbach, la marginea districtului Rhur. Familia sa era catolică, cu stare materială modestă, tatăl său, un funcționar la o fabrică, iar mama sa provenită de la o fermă. A avut 4 frați: Konrad (1895-1949), Hans (1893-1947), Elisabeth (1901-1915) și Maria (1910–1949). Goebbels a fost educat la o școală de gramatică locală, unde și-a dat și Abiturul (examen final, echivalent cu bacalaureatul) în 1917.

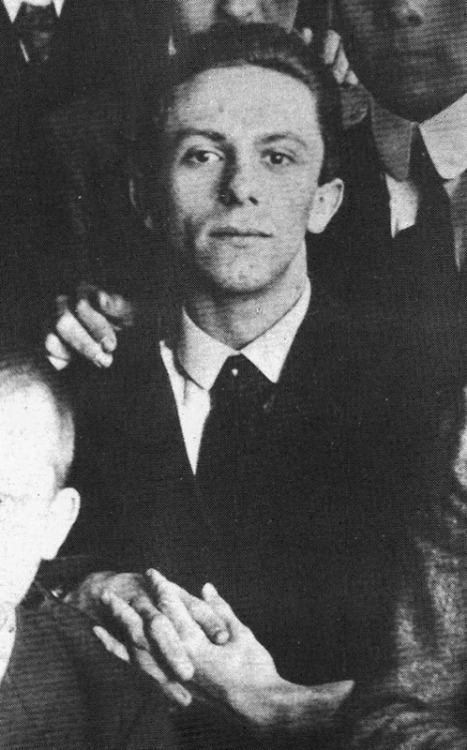
Goebbels în 1916

În copilărie avea piciorul drept deformat, din cauza fie a unei talipes equinovarus (boală din naștere), fie a unei infecții. A purtat o proteză de metal și pantofi speciali pentru piciorul mai scurt dar, cu toate acestea, a șchiopătat toată viața. Mersul dereglat și înălțimea mică (1.65 m), l-au expus la ridiculizări și umilințe într-o societate care punea accentul pe puterea fizică. Ca rezultat al acestor condiții, a fost refuzat pentru admiterea în serviciul militar în Primul Război Mondial. Mai târziu se prezenta ca un veteran de război, fiind rănit în timpul luptelor. A compensat deficiența sa fizică, cu realizările intelectuale. La început, a intenționat să devină preot, însă s-a distanțat de credința sa catolică, studiind literatura și filosofia la universitățile din Bonn, Würzburg, Freiburg im Breisgau și Heidelberg, unde și-a scris și teza de doctoratul despre nuvelistul romantic, Wilhelm von Schütz. Cei mai influenți profesori ai săi, Friedrich Gundolf și supervizorul de la Heidelberg, Max Freiherr von Waldberg, erau evrei. Inteligența și iscusința sa politică erau apreciate, în general, chiar și de inamicii săi.  După ce și-a dat doctoratul, în 1921, Goebbels a lucrat ca jurnalist, încercând, pentru câțiva ani, să publice o serie de cărți. A scris o nuvelă semi-autobiografică, Michael, piese de teatru, și poeme romantice. În aceste lucrări, el dezvăluie problemele psihologice apărute din cauza deficiențelor sale fizice. Goebbels a găsit o altă formă să-și compenseze deficiențele prin goana după femei, o activitate pe care a efectuat-o "viguros și cu un surprinzător grad de succes". Jurnalul său demonstrează o succesiune de relații, înainte și după mariajul său din 1931 cu Magda Quandt, cu care a avut șase copii.
Frustrarea lui Goebbels a fost agravată și de cariera sa literară: nuvela sa nu a fost publicată decât în 1929, iar piesele sale nu au ajuns niciodată pe scenă. Și-a satisfăcut plăcerea de a scrie prin jurnalele sale, începând din 1923, continuând până la sfârșitul vieții.
A lucrat, mai târziu, ca funcționar bancar și la bursă.. În această perioadă, a citit foarte mult, formându-și viziunile politice. Influențele majore au fost Friedrich Nietzsche, Oswald Spengler și, cel mai important, Houston Stewart Chamberlain, scriitor german, născut în Marea Britanie, fondatorul anti-semitismului științific, și a cărui carte, Bazele secolului al XIX-lea (1899) a servit drept model pentru extrema dreaptă germană. Goebbels și-a petrecut iarna dintre 1919 și 1920 în München, unde a fost martorul și admiratorul reacției naționaliste împotriva revoluției comuniste nereușite din Bavaria.
Primul său erou politic a fost Anton Graf von Arco auf Valley, omul care l-a asasinat pe liderul socialist, Kurt Eisner.. Hitler era în München în acea perioadă și a intrat în politică datorită unor experiențe similare.

## Activist nazist

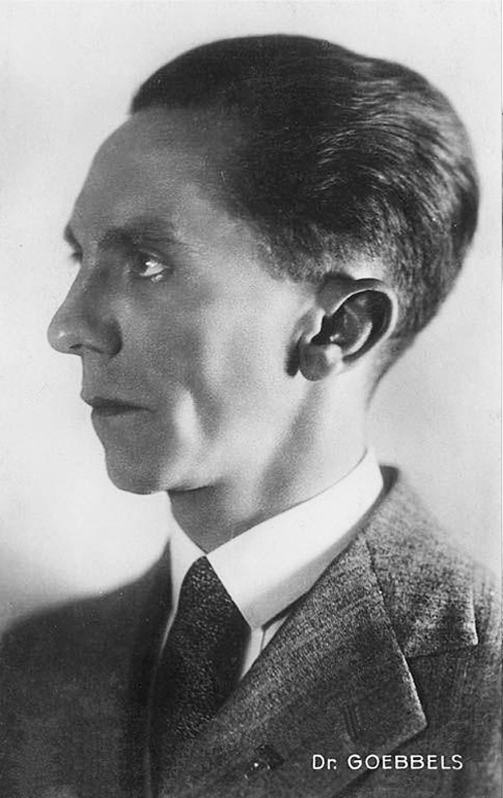
Portret al lui Goebbels

Ca și alții care au fost mai târziu membri proeminenți în cel de-al Treilea Reich, Goebbels a intrat în contact cu Partidul Nazist în 1923, în timpul rezistenței împotriva ocupării franceze a Ruhr-ului. Arestarea lui Hitler după puciul eșuat din noiembrie 1923, a lăsat partidul fără lider, Goebbels intrând oficial în partid, în 1924, cea mai importantă influență asupra gândirii sale politice având-o Gregor Strasser. Strasser (cel mai abil dintre liderii naziști) lua partea socialistă din național-socialism mult mai în serios decât o făcea Hitler și alți lideri bavarezi ai partidului.
“Național sau socialist! Ce vine mai întâi și care vine mai târziu?” - a întrebat Goebbels retoric într-o dezbatere cu Theodore Vahlen și Gauleiter de Pomerania în ziarul partidului: National-sozialistische Briefe (Scrisori Național-Socialiste), al cărui editor era în 1925.  “Cu noi în vest, nu poate fi nici un dubiu. Mai întâi repararea socialistă, apoi vine eliberarea națională ca un vârtej. Hitler stă între cele două opinii, însă este pe cale să vină înspre noi complet.” Cu calitățile sale jurnalistice, Goebbels devine un aliat cheie a lui Strasser în neînțelegerile cu bavarezii asupra programului partidului. Conflictul nu a fost cu Hitler, ci cu locotenenții săi, Rudolf Hess, Julius Streicher și Hermann Esser care, după cum spuneau ei, administrau prost partidul în lipsa lui Hitler. În 1925, Goebbels publică o scrisoare deschisă prietenilor mei de la stânga, îndemnând la unitate între socialiști și naziști împotriva capitalismului. “Dumneavoastră și eu”, spunea Goebbels, “luptăm unii împotriva celorlalți, cu toate că nu suntem cu adevărat dușmani”.
În februarie 1926, după ce a terminat să lucreze la Mein Kampf, Hitler a revenit brusc în partid. A convocat o întâlnire cu 60 de activiști, printre care și Goebbels, la Bamberg, unde a avut un discurs de două ore în care a respins programul aripii socialiste a partidului. Pentru Hitler dușmanii adevărați a populației Germaniei erau evreii, nu capitaliștii. Goebbels s-a simțit deziluzionat: “Mă simt devastat”, scria el. Era oripilat de caracterizarea lui Hitler a socialismului ca fiind o creație a evreilor, a declarației că Uniunea Sovietică trebuie distrusă și de afirmația că proprietatea privată nu va fi expropriată de un eventual guvern nazist: "Nu mai cred în Hitler cu adevărat"
Hitler, însă, a recunoscut talentele lui Goebbels. În aprilie 1925 l-a adus pe acesta în München trimițându-i mașina proprie pentru a-l aduce de la gară și acordându-i o lungă audiență privată. L-a certat pe Goebbels pentru suportul său pentru linia socialistă, însă i-a oferit ocazia să șteargă cu buretele totul dacă acesta îl va accepta pe Hitler ca lider. Goebbels a capitulat complet, oferindu-i lui Hitler loialitatea totală pe care a menținut-o până la moartea sa. “Îl iubesc... S-a gândit la toate lucrurile” scria Goebbels. “O minte atât de strălucitoare poate fi liderul meu. Mă înclin în fața celui măreț, a geniului politic”. Mai târziu scrie: “Adolf Hitler, te iubesc pentru că ești în același timp măreț cât și simplu, ceea ce eu numesc geniu”
Fest scrie:
„Din acest moment s-a supus total, toată existența sa, atașamentului față de Führer, eliminând conștient toate inhibițiile care veneau din intelectul său, liberul arbitru și respectul față de sine.”

## Gauleiter-ul Berlinului
În toamna anului 1926, Hitler l-a făcut pe Goebbels Gauleiter-ul (lider de partid) Berlinului, capitala Germaniei, o fortăreață a socialiștilor și comuniștilor. Aici și-a descoperit talentul ca propagandist scriind opere precum A doua revoluție și Lenin sau Hitler. și a avut și posibilitatea de a-și pune în practică ideile bazate pe violență prin acțiunile de stradă pe care le comanda. Istoria, spunea el, “este făcută în stradă”, fiind determinat să provoace partidele dominante de stânga - Partidul Social-Democrat și Partidul Comunist - la lupte de stradă în Berlin. Lucrând cu liderii locali ai Sturmabteilung, a provocat deliberat lupte în berării și certuri de stradă în care erau folosite frecvent arme de foc. Când mureau oameni, el exploata situația, transformându-l, spre exemplu, pe luptătorul de stradă Horst Wessel, ucis acasă de dușmanii săi politici, într-un martir și erou.
În Berlin, Goebbels a putut să-și exprime talentul pentru propagandă lucrând ca editor la ziarul nazist Der Angriff {Atacul} și ca autor a multe postere naziste. “A devenit numai în câteva luni cel mai teribil agitator din oraș”. Tehnicile sale propagandiste erau cinice: “Propaganda este bună atunci când duce la succes și este rea când nu reușește să îndeplinească rezultatele dorite”, scria el. “Nu e misiunea propagandei să fie inteligentă, misiunea sa este să aducă succes”. Printre țintele sale favorite erau liderii socialiști Hermann Müller și Carl Severing și Bernhard Weiss, președintele evreu al poliției berlineze. Atunci când un prieten l-a criticat pentru că îl denigrează pe Weiss, un om cu o reputație militară exemplară, “el a explicat cinic că nu era interesat cât de puțin de Weiss, ci numai de efectul propagandei.”
Goebbels și-a descoperit aici și talentul pentru oratorie, devenind în curând al doilea om din mișcarea nazistă, după Hitler, în acest domeniu. În timp ce stilul lui Hitler era răgușit și pasional, Goebbels era calm, sarcastic și de multe ori comic: era maestru în a introduce în discurs invective și insinuări, însă dacă situația o cerea, putea trece repede la o retorică frenetică. Recunoștea deschis că exploatează cele mai joase instincte ale populației germane - rasism, xenofobie, invidia dintre clase și insecuritatea. Putea, spunea el, să manipuleze populația ca pe un pian, conducând masele acolo unde voia el. “Își împingea ascultătorii la extaz, făcându-i să stea în picioare, să cânte, să-și ridice brațele - și o făcea, nu prin inspirație de moment ci prin rezultatul unor calcule psihologice”.
Cu toate acestea, cuvintele și acțiunile lui Goebbels nu au avut un mare impact asupra loialității politice a populației Berlinului. La alegerile pentru Reichstag din 1928, naziștii au obținut mai puțin de 2% din voturi (prin comparație, social-democrații au obținut 33%, iar comuniștii 25%). Goebbels a fost unul dintre cei zece naziști aleși în Reichstag, lucru care i-a adus un salariu de 750 Reichsmarks pe lună și imunitate împotriva urmăririi penale) Chiar dacă Marea Criză Economică a dus la un sprijin enorm pentru naziști pe teritoriul Germaniei, Berlinul a rămas conservator, cel mai mare scor al Partidului Nazist fiind de 32% în 1932, în timp ce forțele de stânga au obținut 55%.
Criza economică a dus la o renaștere a sentimentului de stânga în unele segmente ale Partidului Nazist, mișcare condusă de Otto Strasser, fratele lui Gregor Strasser, care susținea că partidul ar trebui să intre în competiție cu comuniștii, pentru loialitatea șomerilor și a muncitorilor industriali, promițându-le acestora că vor expropria capitaliștii. În aprilie 1930, Hitler îl concediază pe Gregor Strasser din postul de lider al aparatului de propagandă al partidului, înlocuindu-l cu Goebbels, oferindu-i acestuia din urmă controlul asupra publicației naționale a partidului, Völkischer Beobachter (Observatorul poporului), cât și a altor publicații din provincie. Goebbels, cu toate că a continuat să aibă tendințe de stânga în câteva acțiuni , era loial complet lui Hitler în lupta acestuia cu Strasser, luptă care a culminat cu expulzarea lui Otto din partid în 1930.
În ciuda retoricii sale revoluționare, cea mai importantă contribuție a lui Goebbels pentru partid între anii 1930 și 1933 a fost organizarea campaniilor electorale: alegerile pentru Reichstag din septembrie 1930, iulie și noiembrie 1932 și martie 1933 și campania pentru președinție a lui Hitler (martie-aprilie 1932). S-a dovedit să fie un organizator talentat, folosind coregrafii formate din avioane în turneele de promovare a lui Hitler sau utilizând radioul și sălile de cinema pentru scopuri electorale. Partidul Nazist folosea parade de torțe, banderole de alamă, agitatori de mase și tehnici similare care au atras atenția multor votanți, în special celor tineri. “Centrul de propagandă din München trimitea directive sectoarelor regionale și locale, aprovizionându-le cu slogane și materiale noi pentru campanie” Cu toate că pogresul spectaculos al naziștilor din 1930 și 1932, s-a datorat în cea mai bună măsură Marii Crize Economice, lui Goebbels, ca șef de campanie, i s-a dat cel mai mult credit.

## Ministrul propagandei

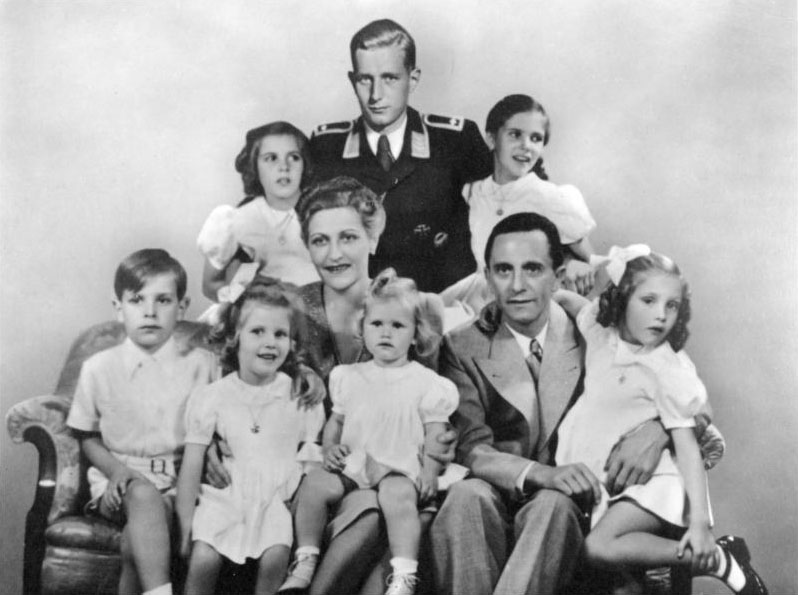
Goebbels împreună cu familia - poză din octombrie 1942

Când Hitler a fost numit Cancelar al Germaniei, la 30 ianuarie 1933, lui Goebbels nu i s-a dat, inițial, niciun post: cabinetul de coaliție pe care Hitler îl conducea, conținea numai o minoritate de naziști, în urma negocierilor pe care Hitler le-a avut cu președintele Paul von Hindenburg și cu partidele conservatoare. Pe 13 martie, Goebbels și-a primit răsplata pentru rolul său în aducerea partidului la putere, fiind numit Ministrul pentru Instruirea Populară și Propagandă (conform originalului din germană, Reichsministerium für Volksaufklärung und Propaganda).
Rolul noului minister, care avea sediul în Palatul Leopold de pe strada Wilhelmstrasse, chiar lângă cabinetul lui Hitler, era să centralizeze controlul nazist asupra tuturor aspectelor culturale și intelectuale ale Germaniei, în special, presa, radio-ul și artele vizuale. Pe 1 mai, Goebbels a organizat demonstrații și parade de amploare pentru a marca Ziua Națională a Muncii care a precedat preluarea de către naziști și apoi distrugerea a Uniunii Germane de Comerț. Pe 3 mai, a scris în jurnalul său : “Suntem stăpânii Germaniei”. Pe 10 mai a supravegheat un eveniment și mai simbolic în instituirea puterii culturale a naziștilor: arderea a 20.000 de cărți scrise de autori evrei sau anti-naziști, în piața Opernplatz, lângă universitate.
Ambițiile de hegemonice ale ministrului propagandei au fost redate de diviziile pe care Goebbels le-a instituit imediat: presă, radio, film, teatru, muzică, literatură și publicații. Pentru toate acestea, s-au creat Camere ale Reich-ului (Reichskammer) folosite pentru a supraveghea epurarea evreilor, socialiștilor sau liberalilor din cultura Germaniei. Compozitorul Richard Strauss, de exemplu, a devenit liderul Camerei de Muzică a Reich-ului. Ordinele lui Goebbels erau susținute de amenințări și violență. Evreii proeminenți din artă sau mass-media au preferat să emigreze în număr mare decât să devină victime ale Sturmabteilung.
Controlul asupra artelor și a mass-mediei nu a fost doar o problemă de personal. În curând, conținutul fiecărui ziar, carte, nuvelă, piesă, film sau concert erau supravegheate de Ministerul Propagandei, lucru ce a dus la un proces de auto-cenzură care opera în toate aceste domenii, lăsând Ministerul din Berlin să se concentreze asupra problemelor politice sensibile ca publicațiile majore naționale și radio-ul de stat. Nici un autor nu putea să publice, nici un pictor nu putea să organizeze o expoziție, nici un cântăreț nu putea înregistra, nici un critic nu putea critica decât dacă erau membrii unei Camere a Reich-ului. Goebbels dădea mită, de asemenea,: a asigurat un buget substanțial pentru Minister, cu care putea să ofere salarii generoase celor care cooperau cu el.
Fiind cel mai educat membru al conducerii naziste, și cel cu cele mai autentice pretenții pentru cultură, Goebbels era sensibil la acuzele că târăște cultura germană la nivel de propagandă. Răspundea spunând că scopurile artei și propagandei erau să mobilizeze poporul german.
Goebbels nu a făcut o nazificare completă a artelor pentru că știa că masele trebuie să aibă și altceva decât sloganuri și propagandă. S-a asigurat că studiourile de film ca Universum Film AG din Babelsberg vor continua să producă în serie comedii și filme romantice ușoare, care atrăgeau masele la cinema, unde vizionau și propagandă sau știri naziste. A rezistat presiunii venite de la naziștii xenofobi să interzică toate producțiile străine, ajutat și de faptul că Hitler era un mare fan Mickey Mouse.

## Goebbels și evreii
În ciuda influenței enorme pe care Ministerul Propagandei o avea asupra culturii germane, statutul lui Goebbels a început să decline odată cu instalarea totală la putere a regimului nazist. Acest lucru s-a datorat faptului că adevărata problemă a regimului era să se pregătească de război și deși propaganda era o parte din el, totuși, nu avea un rol principal. La mijlocul anilor 1930, cei mai puternici subordonați ai lui Hitler erau Hermann Göring și Heinrich Himmler. Odată ce dușmanii interni ai partidului au fost distruși, propaganda lui Goebbels a început să-și piardă utilitatea. Din acest motiv, Goebbels și-a dezvoltat un nou rol în conducerea anti-evreiască a regimului.
Fiind un om educat și de cultură, Goebbels își bătea joc, la începuturile regimului, de anti-semitismul primitiv al naziștilor, ca a lui Julius Streicher, de exemplu, însă, odată cu instalarea regimului la putere, fiind îngrijorat de diminuarea puterii sale personale, Goebbels a folosit orice posibilitate pentru a ataca evreii. Din 1933 a devenit, alături de Streicher, unul dintre cei mai virulenți anti-semiți. “Unii oameni cred,” a spus el într-o întâlnire în Berlin din iunie 1935, “că nu am observat cum evreii încearcă încă o dată să se împrăștie pe toate străzile noastre. Evreii ar trebui să observe ospitalitatea noastră și să nu se comporte ca și cum ar fi la fel ca noi”.
Umorul sarcastic din discursurile lui Goebbels nu ascundea adevărul despre cum îi trata pe evrei. În funcția sa de Gauleiter al Berlinului, Goebbels a menținut o presiune continuă asupra comunității de evrei, forțându-i să renunțe la afaceri și la viața profesională, plasând obstacole în drumul lor către o viață normală - interzicându-le accesul la transportul în comun sau la alte facilități ale orașului. A fost o perioadă mai calmă în timpul anului 1936 atunci când Berlinul a găzduit Jocurile Olimpice, însă din 1937 intensitatea acțiunilor sale anti-semite a început să crească din nou.  “Evreii trebuie să plece cu toții din Germania, de fapt din Europa”, scria el în jurnal, în noiembrie 1937. “Acest lucru va lua ceva timp, dar trebuie și se va întâmpla”, La mijlocul anului 1938, Goebbels investiga situația de a obliga toți evreii să poarte un semn de identificare și să-i oblige să se mute în ghetouri, însă acestea erau idei cărora nu le venise timpul să fie puse în aplicare.
În noiembrie 1938, Goebbels a avut șansa să ia acțiuni decisive împotriva evreilor, un diplomat german din Paris, Ernst von Rath fiind împușcat de un tânăr evreu (Herschel Grynszpan), ca răzbunare pentru deportarea familiei sale în Polonia și pentru persecutarea evreilor, în general. Pe 9 noiembrie, când von Rath a murit, Goebbels era la Bürgerbräu Keller din München cu Hitler, aniversând puciul din 1923 împreună cu mulți veterani naziști. Goebbels i-a spus lui Hitler că deja au izbucnit violențe spontane anti-evreiești în marile orașe ale Germaniei, cu toate că acest lucru nu era adevărat: Goebbels îl manipula pe Hitler pentru cauze personale. Când Hitler a spus că este de acord cu ceea ce se întâmplă, Goebbels a luat acest lucru drept o autorizație pentru a organiza un pogrom masiv, național, împotriva evreilor. A scris în jurnalul său:
„Hitler a decis: demonstrațiile trebuie lăsate să continue. Poliția trebuie retrasă. Măcar odată, evreii trebuie să simtă furia populației. Am dat imediat instrucțiunile necesare poliției și partidului. Apoi am vorbit puțin în acestă stare liderilor partidului. Aplauze furtunoase. Toți au pus mâna instantaneu pe telefon. Acum oamenii vor acționa.”
Rezultatul incitării lui Goebbels a fost Kristallnacht sau Noaptea de cristal, în timpul căreia Sturmabteilung și NSDAP au avut o ieșire de violență și distrugere anti-semită, ucigând cel puțin 90, poate 200 de oameni, distrugând peste o mie de sinagogi și sute de afaceri și locuințe ale evreilor, și târând circa 30.000 de oameni în lagărele de concentrare. Efectul pe termen lung a fost că 80.000 de evrei au fost nevoiți să emigreze, cei mai mulți lăsând în urmă toate proprietățile. Pogromul lui Goebbels a împins Germania mai aproape de război, într-un moment în care lupta pentru reînarmare nu era completă. Hermann Göring și alți lideri naziști au fost furioși pe acțiunile lui Goebbels, pe care l-au acuzat că nu i-a consultat înainte. Cu toate acestea, Goebbels era încântat. “Așa cum era de așteptat, întreaga țară este un vacarm”, scria el. “Dragii noștri evrei se vor gândi de două ori înainte să împuște un diplomat german.

## Om de putere

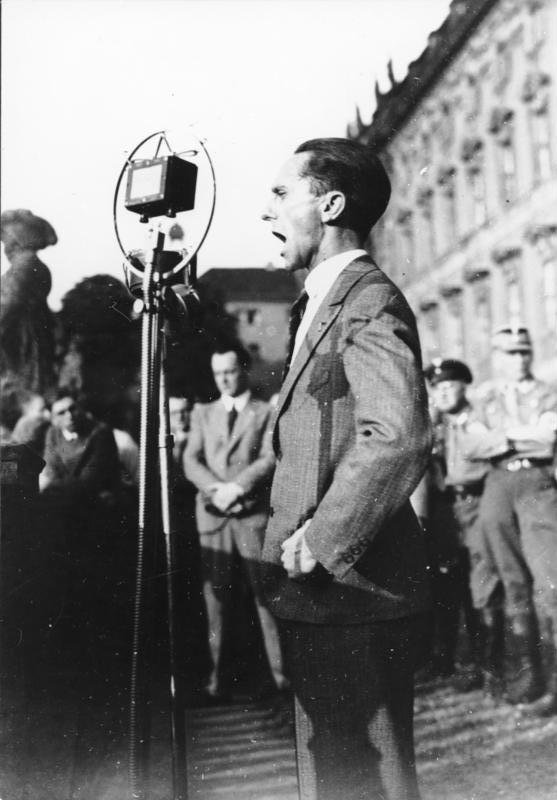
Goebbels la Conferința de la Lausanne

Aceste evenimente au venit la timp pentru relația dintre Goebbels și Hitler. În 1937 a început o aventură cu actrița cehă Lída Baarová. Când Magda Goebbels a aflat despre această aventură în octombrie 1938, s-a plâns lui Hitler. Hitler era conservator în chestiunile sexuale și i-a ordonat lui Goebbels să rupă relația extraconjugală. Pe 15 octombrie Goebbels a încercat să se sinucidă. Furios, Hitler i-a cerut lui Heinrich Himmler să o deporteze pe Baarová în Cehoslovacia, de unde a plecat mai târziu în Italia. Evenimentele cu Baarová totuși, nu au făcut nimic ca să descurajeze entuziasmul lui Goebbels pentru femei. În 1943 liderul tineretului nazist, Artur Axmann, se făcea agreabil pe lângă Goebbels procurându-i femei tinere.
Goebbels, la fel ca alți lideri naziști nu-si puteau permite să-l sfideze pe Hitler în astfel de chestiuni. În 1938 toți liderii naziști deveniseră deja oameni bogați, însă bogăția lor era dependentă de faptul că Hitler închidea ochii la corupția lor. Până ca NSDAP să ajungă la putere, Goebbels era un om relativ sărac, cel mai mare venit fiind salariul de 750 Reichsmarks pe lună pe care îi dobândiseră după alegerile din 1928. În 1936, cu toate că nu era atât de corupt ca alți lideri naziști (ca Göring sau Robert Ley), Goebbels câștiga 300.000 de Reichsmarks pe an din salariul de ministru, pentru că scria la ziarul Der Angriff și alte surse de venit. Deținea o vilă lângă lacul Wannsee și alta pe lacul Constanța, pe care a cheltuit 2,2 milioane de Reichsmarks. Oficiul de taxe îi dădea, așa cum o făcea tuturor liderilor naziști, o scutire generoasă.
Având biroul foarte aproape de Cancelarie, Goebbels era un invitat frecvent la masa de prânz a lui Hitler, în timpul cărora asculta monologurile lui Hitler și aproba opiniile acestuia. În ultimele luni înainte de război, influența lui Goebbels a crescut din nou. Avea, împreună cu Joachim von Ribbentrop, Hermann Göring, Heinrich Himmler și Martin Bormann, cel mai mare acces la Hitler, ceea ce, într-un regim autocratic, însemna acces la putere. Faptul că Hitler o îndrăgea pe Magda Goebbels și pe copiii familiei, i-a dat și mai mult acces lui Goebbels în cercul personal al lui Hitler. Cu toate acestea, Goebbels nu era informat direct despre acțiunile militare sau diplomatice, bazându-se pe alte surse pentru a afla ceea ce are de gând să facă Hitler

## Goebbels în timpul războiului
Goebbels a fost unul dintre cei mai entuziasmați susținători ai revendicărilor teritoriale agresive ale Germaniei, alături de Heinrich Himmler și Ministrul de externe, Joachim von Ribbentrop. A înțeles că este datoria lui să îi facă pe germani să accepte acest lucru și dacă se poate, să îl privească cu ochi buni. La semnarea Tratatului din München, în 1938, Goebbels știa că vasta majoritate a germanilor nu dorea război, folosindu-și toate resursele propagandistice pentru a combate ceea ce el numea : psihoza de război, făcându-i pe germani să aibă sentimente de ură față de cehi și simpatie pentru germanii din Sudeți (Vestul Cehoslovaciei). După ce puterile vestice au acceptat cerințele lui Hitler cu privire la Cehoslovacia, Goebbles a îndreptat arma propagandei către Polonia. Din mai, a orchestrat o campanie de ură împotriva Poloniei, fabricând povești despre atrocitățile împotriva germanilor din Danzig (în poloneză Gdańsk) și alte orașe. Chiar și așa, nu a putut să convingă majoritatea germanilor să accepte ideea unui război.
Odată cu începerea războiului, în septembrie 1939, Goebbels a început să-și extindă influența în politica internă. După 1940, Hitler a avut puține apariții publice, așa că Goebbles a devenit fața și vocea regimului nazist pentru populația Germaniei. În timp ce Hitler era preocupat cu războiul, Himmler concentrându-se la soluția finală în problema evreiască, și, în timp ce poziția lui Göring era în declin, datorită eșecului Luftwaffe, Goebbels a simțit un vid de putere în politica internă. Responsabilitatea sa fiind moralul populației, s-a preocupat intensiv cu probleme ca salariile, raționalizarea și adăpostirea, lucruri care au afectat moralul, deci și productivitatea.
Înfrângerea germanilor în Bătălia de la Stalingrad din ianuarie 1943 a produs o criză în regim. Goebbels a fost nevoit să se alieze cu Göring pentru a dejuca încercările de creștere în putere ale lui Bormann, șeful Cancelariei Partidului Nazist și secretarul führerului, care s-a folosit de dezastrul de la Stalingrad și accesul său zilnic la Hitler, pentru a-l convinge pe acesta să creeze o conducere de trei oameni reprezentând statul, armata și partidul - Cancelarul Reich-ului Hans Lammers, Mareșalul Wilhelm Keitel și Bormann, care controla accesul la führer. Acest așa numit Comitet ar fi trebuit să aibă puteri dictatoriale asupra frontului german. Goebbels, Speer, Göring și Himmler s-au combinat să blocheze această acțiune văzând-o ca pe o amenințare.
Goebbels a încercat să-l convingă pe Hitler să îl numească pe Göring șef al guvernului. Propunerea sa avea o logică certă, pentru că Göring (in ciuda eșecului Luftwaffe și a corupției sale) era încă foarte popular în populația Germaniei, al cărei moral era în cădere, de vreme ce Hitler abia mai apărea în public după înfrângerea de la Stalingrad. Propunerea a fost considerată absurdă de către Hitler, datorită incapacității lui Göring și mai ales pentru că führerul dorea să îndrepte toată vina eșecului militar spre acesta.
În februarie, Goebbels a lansat o nouă ofensivă pentru a se plasa în centrul puterii politice. Într-un discurs pasional la Berlin Sportpalast, Goebbels a cerut audienței să se dedice unui război total, unei mobilizări a economiei Germaniei și a societății germane pentru a sprijini războiul. A sperat în acest fel să îl convingă pe Hitler să îi acorde lui (împreună cu Speer) controlul asupra politicii interne a producției de armament, pentru a introduce munca obligatorie, chiar și pentru femei. Hitler, susținut de Göring, a refuzat aceste cereri, pentru că le vedea periculoase pentru moralul populației. Goebbels s-a plâns, în particular, de lipsa de direcții din politica internă a Germaniei, însă nu l-a criticat direct pe Hitler și nici nu a acționat împotriva voinței acestuia.

## Goebbels șiHolocaustul
Arhitectul genocidului evreilor europeni, Heinrich Himmler, a preferat ca problema evreiască să nu fie discutată în public. Cu toate acestea, într-un editorial din ziarul Das Reich din noiembrie 1941, Goebbels a citat profeția lui Hitler că evreii vor fi învinșii din războiul ce va urma. Acum, spunea el , profeția lui Hitler a devenit realitate: “evreii suferă acum procesul gradual de anhiliare, pe care ei l-au dorit pentru noi. Acum sunt distruși după propriile concepte: "ochi pentru ochi și dinte pentru dinte!"

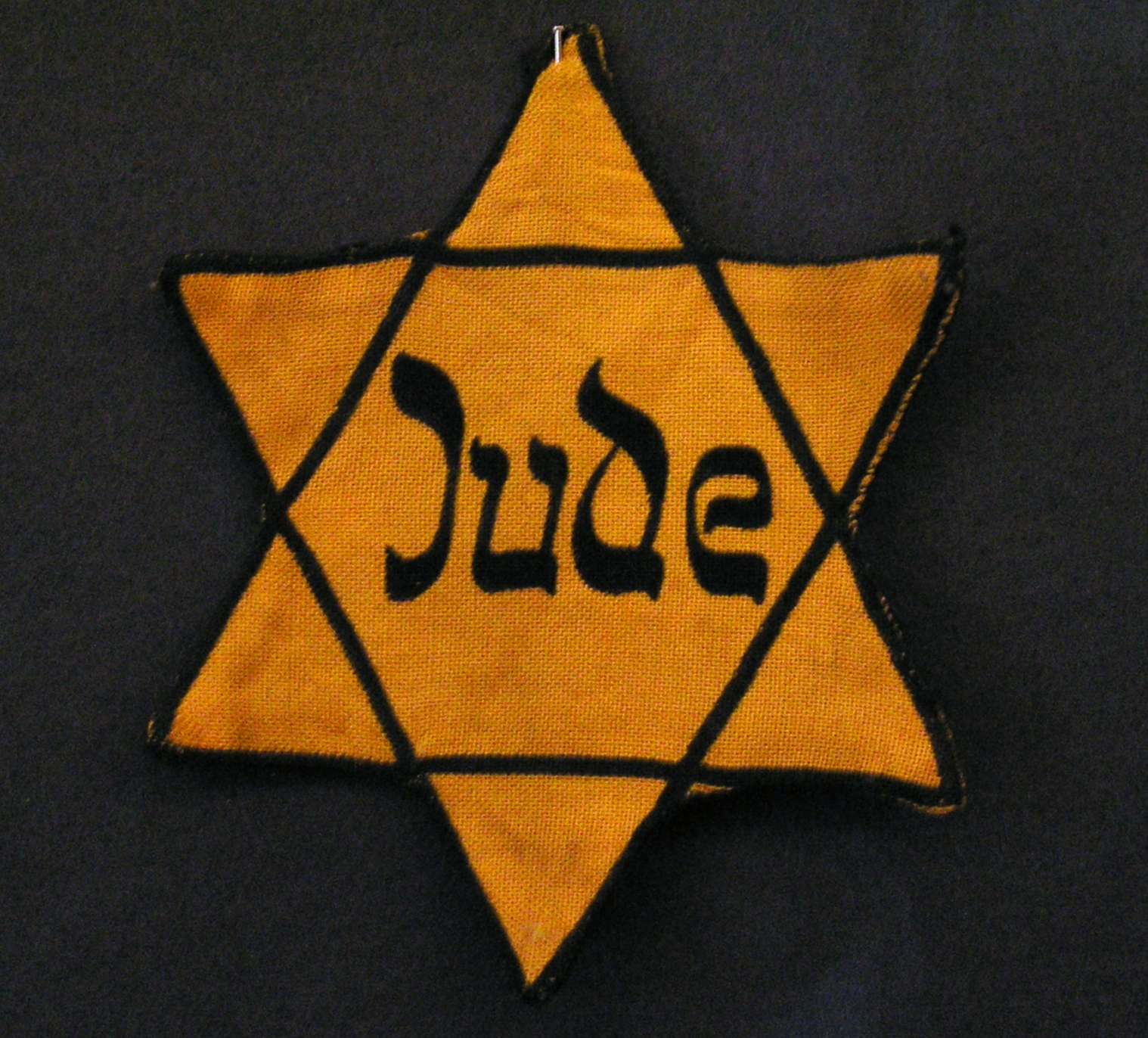
Goebbels a ordonat ca toți germanii evrei să poarte semnul distinctiv Steaua galbenă.

După părerea celor mai mulți istorici, decizia de exterminare a evreilor a fost luată undeva la sfârșitul anului 1940, iar comentariile lui Goebbels arată clar că știa în termeni generali, sau chiar în detaliu, ceea ce se plănuise. Decizia de a deporta evreii germani și austrieci în locații nespecificate din Est, a fost luată în septembrie. Goebbels a făcut imediat presiuni pentru ca evreii din Berlin să fie deportați primii. A mers la centrul de comandă al lui Hitler de pe Frontul de Est, unde s-a întâlnit atât cu Hitler, cât și cu Reinhard Heydrich, pentru a-i convinge să accepte cererile acestuia, în ceea ce privește deportarea evreilor din Berlin. A primit asigurările pe care le-a dorit: „Führer-ul este de părere”, scria el, „că până la urmă evreii vor trebui să fie mutați de pe tot teritoriul Germaniei. Primele orașe care vor rămâne fără evrei vor fi : Berlin, Viena și Praga.”
Deportarea evreilor în ghetoul Łódź a început în octombrie, însă transportul și alte probleme au făcut ca procesul să fie mult mai lent decât își dorea Goebbels. Articolul din noiembrie din Das Reich este un exemplu al campaniei de accelerare a deportării. În decembrie a fost prezent la o întâlnire între Hitler și alți lideri ai partidului, unde a discutat printre alte lucruri, și problema evreiască. A scris în jurnalul său după întâlnire:
„Cu privire la problema evreiască, Führer-ul este determinat să acționeze în forță. El a prezis că dacă evreii aduc un alt război mondial, aceștia vor fi anihilați. Nu erau vorbe goale. Războiul este aici (era în săptămâna în care Germania a declarat război Statelor Unite). Anihilarea evreilor trebuie să fie consecința necesară. Ea nu trebuie văzută cu sentimentalism. Nu trebuie să avem simpatie pentru evrei, ci pentru poporul german.”
În timpul anului 1942 a continuat să preseze ca soluția finală pentru problema evreiască, să fie dusă mai departe și cât mai rapid posibil, acum că Germania a ocupat o porțiune imensă din teritoriul sovietic, unde toți evreii din statele controlate de germani ar putea fi deportați. O iritare constantă a lui Goebbels era faptul că în timp ce Germania lupta din greu pe Frontul de Est, în Berlin încă mai erau circa 40.000 de evrei. Ar trebui „cărați în Rusia”, scria în jurnalul său. "Ar fi cel mai bine să îi omorâm pe toți odată". Încă odată, Goebbels știa ceea ce se va întâmpla cu evreii care erau deportați. Cu toate că nu a fost invintat la Conferința de la Wannsee, el știa ce s-a decis acolo. Scria:
„Evreii sunt acum deportați în est. O procedură puțin barbară, care nu trebuie descrisă în multe detalii, este folosită aici. Se poate estima probabil că 60% dintre ei vor fi lichidați și doar 40% vor fi puși să muncească.”

## Înfrângerea și moartea
În ultimele luni ale războiului, discursurile și articolele lui Goebbels au căpătat un ton tot mai apocaliptic:
„De puține ori în istorie un popor atât de brav, care se zbate pentru supraviețuire, a trebuit să suporte un test atât de teribil așa cum poporul german a suportat acest război. Suferința ce rezultă pentru noi toți nu trebuie descrisă în detalii...suportăm o soartă grea pentru că luptăm pentru o cauză bună.”
La începutul anului 1945, când sovieticii au ajuns pe râul Odra și aliații lor vestici au trecut Rinul, Goebbels nu mai putea ascunde faptul că înfrângerea era inevitabilă. Știa ce va însemna acest lucru pentru el: "Pentru noi, am ars podurile noastre. Nu putem da înapoi, dar nici nu vrem să dăm înapoi. Suntem împinși la extreme și astfel trebuie să acționăm cu procedee extreme" 
Când ceilalți lideri naziști au încercat să-l convingă pe Hitler să părăsească Berlinul și să creeze un nou centru de rezistență în Bavaria, Goebbels s-a opus, susținând, însă, o ultimă opoziție în capitala Reich-ului.
Până la acest moment, Goebbels obținuse deja poziția pe care o dorea lângă Hitler. Göring era discreditat categoric, cu toate acestea, Hitler a refuzat să îl destituie abia până la 25 aprilie. Himmler, a cărui numire în comandamentul Grupului de Armată Vistula a dus la un dezastru predictibil pe Oder, era tot în dizgrație, Hitler suspectând că negociază în secret cu Aliații. Numai Goebbels și Borman îi rămăseseră loiali lui Hitler. Pe 22 aprilie, din cauza influenței lui Goebbels, Hitler a anunțat că nu va părăsi Berlinul, ci va sta să lupte și să moară, dacă e nevoie pentru a-și apăra capitala.
La data de 23 aprilie, Goebbels face următoarea proclamație locuitorilor Berlinului:
„Vă chem să luptați pentru orașul vostru. Luptați cu tot ce aveți, pentru binele soțiilor  și copiilor voștri, al mamelor și al părinților voștri. Fiți mândri și curajoși! Fiți inventivi și abili! Liderul vostru e printre voi. El și colegii lui vor rămâne în mijlocul vostru. Soția și copiii lui sunt aici, de asemenea. El, care cândva a capturat orașul cu 200 de oameni, va folosi acum orice mijloc pentru a apăra capitala. Bătălia din Berlin trebuie să fie un semnal, pentru ca toată națiunea să se ridice și să lupte.”
Pe 30 aprilie, când sovieticii ajunseseră la câteva sute de metri de buncăr, Hitler și-a întocmit testamentul. Goebbels a fost unul dintre cei patru martori la acest lucru. Nu mult timp după ce l-a completat, Hitler se împușcă, Goebbels comentând: „Inima Germaniei a încetat să mai bată. Führerul e mort.” În testament, Hitler nu a numit un succesor la conducerea Partidului Nazist, însă l-a numit pe Goebbels Cancelar al Reich-ului, pe amiralul Karl Dönitz - Președinte al Reich-ului, iar pe Martin Bormann, Ministrul Partidului. Goebbels știa că titlul acesta era doar teoretic. Chiar dacă dorea să fugă din Berlin, era puțin probabil ca Dönitz, a cărui singură preocupare era să negocieze un armistițiu cu Aliații vestici care să salveze Germania de ocupația sovietică, să dorească o figură atât de cunoscută ca Goebbels în fruntea guvernului.
La ora 20:00 a serii de 1 mai, Goebbels a aranjat ca un doctor SS, Helmut Kunz, să-i omoare pe cei șase copii ai săi, injectându-i cu morfină iar apoi, când sunt inconștienți să le pună cianură în gură. Conform declarațiilor lui Kunz, acesta le-a dat copiilor morfină, însă Magda Goebbels și Stumpfegger (doctorul personal a lui Hitler) le-au administrat cianura. La puțin timp după aceea, Goebbels și soția sa au mers în grădina Cancelariei, unde s-au sinucis. După război, amiralul american, Michael Musmanno, a scris următoarea mărturie:
„Pe la 20:15, Goebbels s-a ridicat de la masă, și-a pus pălăria, haina și mănușile și, apucând-o pe soție de mână, au mers pe scări, în grădină. A mers cu ei și adjutantul lui Goebbels, Günther Schwägermann. În timp ce Schwägermann pregătea petrolul, a auzit un foc de armă. Goebbels se împușcase, iar soția sa luase otravă. Günther Schwägermann a ordonat unor soldați să-l mai împuște pe Goebbels odată pentru că nu putea să o facă de unul singur.”
Cadavrele lui Goebbels și al soției au fost apoi arse, însă din cauza lipsei de combustibil, acestea au ars numai parțial, fiind ușor identificabile. După câteva zile, Voss a fost adus în buncăr de către sovietici pentru a identifica cadavrele familie Goebbels. "Vice-amiralul Voss, fiind întrebat cum a identificat pe acei oameni fiind din familia Goebbels, a explicat că a recunoscut cadavrul după următoarele semne: forma capului, linia gurii, schija de metal de pe piciorul drept, insigna NSDAP de aur și rămășitele din uniformă. Rămășițele familiei Goebbels au fost îngropate în secret, lângă Rathenow în Brandenburg. 

## Finalul

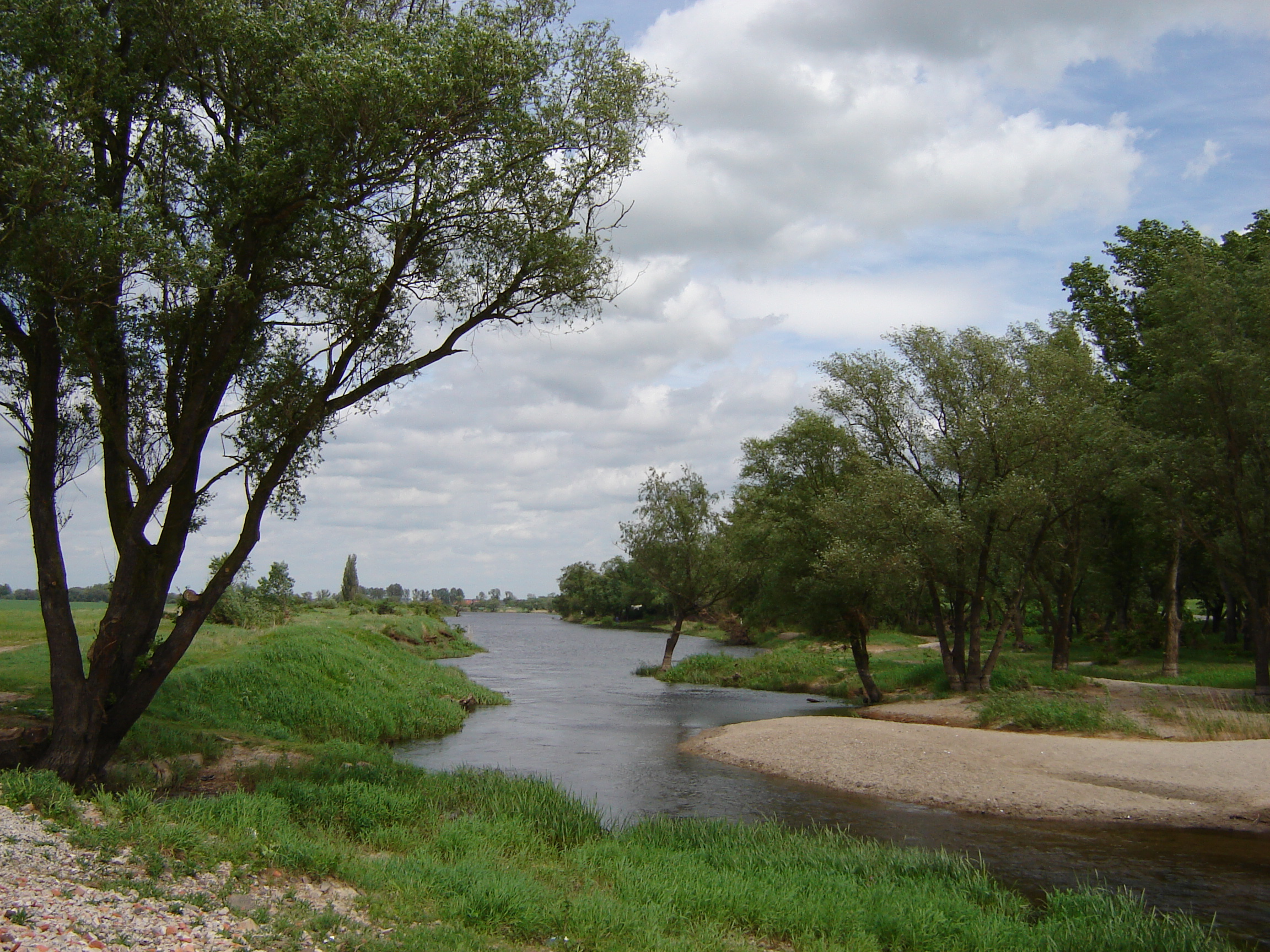
Pȃrȃul Ehle din Biederitz (Magdeburg) în care a fost împrăştiată cenuşa celor 10 persoane

Rămășițele a 10 persoane, Adolf Hitler, Eva Braun-Hitler și 8 membri ai familiei Goebbels (părinți + 6 copii), au fost îngropate și dezgropate de mai multe ori, în diferite locuri din Germania, în 5 cutii de lemn. Odiseea lor a luat sfȃrșit la 5 aprilie 1970, cȃnd cele 5 cutii îngropate în Magdeburg, în grădina casei din strada  Westendstr.32 (azi Klausenerstr.23) au fost dezgropate pentru ultima dată de sovietici și arse cu benzină sub cerul liber. Cenușa lor, transportată într-un singur sac, a fost aruncată în aceiași zi de pe podul Schweinebrücke în pȃrȃul Ehle din satul Biederitz, localitate situată lȃngă Magdeburg.